# گواناره
گواناره (به اسپانیایی: Guanare) یک شهر در ونزوئلا و مرکز و پرجمعیت‌ترین شهر ایالت پورتوگسا است. گواناره ۲٬۰۰۸ کیلومتر مربع مساحت و ۲۳۵٬۲۰۱ نفر جمعیت دارد و ۱۸۳ متر بالاتر از سطح دریا واقع شده‌است. این شهر در سوم نوامبر سال ۱۵۹۱ میلادی توسط خوان فرناندز د لئون تأسیس شده و عمدتاً به سبب تولیدات دامی و کشاورزی‌اش شناخته شده‌است.

## خواهرخوانده
شهرهای Guadix و پرتیمانو خواهرخوانده‌های گواناره هستند.